# SV Zulte Waregem in het seizoen 2017/18
Hieronder vindt men de statistieken, de wedstrijden en de transfers van SV Zulte Waregem in het seizoen 2017/2018.

## Spelerskern
| Nr.           | Naam                  | Nat.                       | Geboortedatum | Competitie | Competitie | Beker | Beker | Europees | Europees | Totaal | Totaal | Bij de club sinds | Contract tot | Vorige club       | Positie |
| Nr.           | Naam                  | Nat.                       | Geboortedatum | W          |            | W     |       | W        |          | W      |        | Bij de club sinds | Contract tot | Vorige club       | Positie |
| ------------- | --------------------- | -------------------------- | ------------- | ---------- | ---------- | ----- | ----- | -------- | -------- | ------ | ------ | ----------------- | ------------ | ----------------- | ------- |
| Keepers       |                       |                            |               |            |            |       |       |          |          |        |        |                   |              |                   |         |
| 1             | Sammy Bossut          | Vlag van België            | 11-08-1985    | 0          | 0          | 0     | 0     | 0        | 0        | 0      | 0      | 2006              | 2021         | SW Harelbeke      | DM      |
| 25            | Louis Bostyn          | Vlag van België            | 04-10-1993    | 0          | 0          | 0     | 0     | 0        | 0        | 0      | 0      | 2014              | 2019         | KSV Roeselare     | DM      |
| 44            | Eike Bansen           | Vlag van Duitsland         | 21-02-1998    | 0          | 0          | 0     | 0     | 0        | 0        | 0      | 0      | 2018              | 2021         | Borussia Dortmund | DM      |
|               | Nicola Leali          | Vlag van Italië            | 17-02-1993    | 0          | 0          | 0     | 0     | 0        | 0        | 0      | 0      | 2017              | 2018         | Juventus FC       | DM      |
| Verdedigers   |                       |                            |               |            |            |       |       |          |          |        |        |                   |              |                   |         |
| 2             | Davy De fauw          | Vlag van België            | 08-07-1981    | 0          | 0          | 0     | 0     | 0        | 0        | 0      | 0      | 2016              | 2019         | Club Brugge       | RB      |
| 3             | Marvin Baudry         | Vlag van Congo-Brazzaville | 26-01-1990    | 0          | 0          | 0     | 0     | 0        | 0        | 0      | 0      | 2015              | 2020         | Amiens SC         | CV      |
| 4             | Michaël Heylen        | Vlag van België            | 03-01-1994    | 0          | 0          | 0     | 0     | 0        | 0        | 0      | 0      | 2017              | 2020         | RSC Anderlecht    | CV      |
| 6             | Timothy Derijck       | Vlag van België            | 25-05-1987    | 0          | 0          | 0     | 0     | 0        | 0        | 0      | 0      | 2016              | 2019         | ADO Den Haag      | CV      |
| 14            | Sandy Walsh           | Vlag van Nederland         | 14-05-1995    | 0          | 0          | 0     | 0     | 0        | 0        | 0      | 0      | 2017              | 2020         | KRC Genk          | RB      |
| 15            | Kingsley Madu         | Vlag van Nigeria           | 12-12-1995    | 0          | 0          | 0     | 0     | 0        | 0        | 0      | 0      | 2016              | 2019         | AS Trenčín        | LB      |
| 24            | Johan Lædre Bjørdal   | Vlag van Noorwegen         | 05-05-1986    | 0          | 0          | 0     | 0     | 0        | 0        | 0      | 0      | 2017              | 2020         | Rosenborg BK      | CV      |
| 31            | Brian Hamalainen      | Vlag van Denemarken        | 27-07-1989    | 0          | 0          | 0     | 0     | 0        | 0        | 0      | 0      | 2016              | 2018         | KRC Genk          | LB      |
|               | Yoan Severin          | Vlag van Frankrijk         | 24-01-1997    | 0          | 0          | 0     | 0     | 0        | 0        | 0      | 0      | 2017              | 2019         | Juventus FC       | CV      |
| Middenvelders |                       |                            |               |            |            |       |       |          |          |        |        |                   |              |                   |         |
| 5             | Damien Marcq          | Vlag van Frankrijk         | 08-12-1988    | 0          | 0          | 0     | 0     | 0        | 0        | 0      | 0      | 2018              | 2021         | KAA Gent          | CVM     |
| 8             | Gertjan De Mets       | Vlag van België            | 02-04-1987    | 0          | 0          | 0     | 0     | 0        | 0        | 0      | 0      | 2017              | 2019         | KV Kortrijk       | CVM     |
| 10            | Onur Kaya             | Vlag van België            | 20-04-1986    | 0          | 0          | 0     | 0     | 0        | 0        | 0      | 0      | 2015              | 2020         | Sporting Lokeren  | LAM     |
| 11            | Nill De Pauw          | Vlag van België            | 06-01-1990    | 0          | 0          | 0     | 0     | 0        | 0        | 0      | 0      | 2017              | 2020         | EA Guingamp       | RAM     |
| 16            | Ben Reichert          | Vlag van Israël            | 04-03-1994    | 0          | 0          | 0     | 0     | 0        | 0        | 0      | 0      | 2017              | 2020         | Hapoel Tel Aviv   | CM      |
| 19            | Fredrik Oldrup Jensen | Vlag van Noorwegen         | 18-05-1993    | 0          | 0          | 0     | 0     | 0        | 0        | 0      | 0      | 2017              | 2021         | Odds BK           | CVM     |
| 20            | Idrissa Doumbia       | Vlag van Ivoorkust         | 14-04-1998    | 0          | 0          | 0     | 0     | 0        | 0        | 0      | 0      | 2017              | 2018         | RSC Anderlecht    | CVM     |
| 23            | Julien De Sart        | Vlag van België            | 23-12-1994    | 0          | 0          | 0     | 0     | 0        | 0        | 0      | 0      | 2017              | 2020         | Middlesbrough FC  | CM      |
| 29            | Alessandro Cordaro    | Vlag van België            | 02-05-1986    | 0          | 0          | 0     | 0     | 0        | 0        | 0      | 0      | 2015              | 2018         | KV Mechelen       | RAM     |
| 30            | Grigoris Kastanos     | Vlag van Cyprus            | 30-01-1998    | 0          | 0          | 0     | 0     | 0        | 0        | 0      | 0      | 2017              | 2018         | Juventus FC       | CAM     |
| 43            | Sander Coopman        | Vlag van België            | 12-03-1995    | 0          | 0          | 0     | 0     | 0        | 0        | 0      | 0      | 2016              | 2018         | Club Brugge       | CAM     |
| Aanvallers    |                       |                            |               |            |            |       |       |          |          |        |        |                   |              |                   |         |
| 7             | Aaron Leya Iseka      | Vlag van België            | 15-11-1997    | 0          | 0          | 0     | 0     | 0        | 0        | 0      | 0      | 2017              | 2018         | RSC Anderlecht    | SP      |
| 9             | Hamdi Harbaoui        | Vlag van Tunesië           | 05-01-1985    | 0          | 0          | 0     | 0     | 0        | 0        | 0      | 0      | 2018              | 2021         | RSC Anderlecht    | SP      |
| 17            | Aliko Bala            | Vlag van Nigeria           | 27-02-1997    | 0          | 0          | 0     | 0     | 0        | 0        | 0      | 0      | 2017              | 2020         | AS Trenčín        | LV      |
| 33            | Ivan Šaponjić         | Vlag van Servië            | 02-08-1997    | 0          | 0          | 0     | 0     | 0        | 0        | 0      | 0      | 2017              | 2018         | SL Benfica        | SP      |
| 95            | Theo Bongonda         | Vlag van België            | 20-11-1995    | 0          | 0          | 0     | 0     | 0        | 0        | 0      | 0      | 2018              | 2018         | Celta de Vigo     | RV      |
| 99            | Peter Olayinka        | Vlag van Nigeria           | 18-11-1995    | 0          | 0          | 0     | 0     | 0        | 0        | 0      | 0      | 2017              | 2018         | KAA Gent          | LV      |
|               | Andy Faustin          | Vlag van Haïti             | 25-03-1995    | 0          | 0          | 0     | 0     | 0        | 0        | 0      | 0      | 2017              | 2020         | Valenciennes FC   | RV      |

## Technische staf
| Functie              | Naam               | Nationaliteit |
| -------------------- | ------------------ | ------------- |
| Hoofdtrainer T1      | Francky Dury       | België        |
| Assistent-trainer T2 | Eddy Van Den Berge | België        |
| Assistent-trainer T3 | Ronny Verriest     | België        |
| Keeperstrainer       | Gianny De Vos      | België        |
| Fysical coach        | Bram De Winne      | België        |
| Verzorger            | Roger Putman       | België        |

## Transfers

### Zomer

#### Ingaand
| Naam                  | Nationaliteit | Van             |
| --------------------- | ------------- | --------------- |
| Sandy Walsh           | Nederland     | KRC Genk        |
| Ben Reichert          | Israël        | Hapoel Tel Aviv |
| Nill De Pauw          | België        | EA Guingamp     |
| Gertjan De Mets       | België        | KV Kortrijk     |
| Michael Heylen        | België        | RSC Anderlecht  |
| Fredrik Oldrup Jensen | Noorwegen     | Odds BK         |
| Andy Faustin          | Haïti         | Valenciennes FC |

##### Geleend
| Naam              | Nationaliteit | Van              |
| ----------------- | ------------- | ---------------- |
| Peter Olayinka    | Nigeria       | KAA Gent         |
| Aaron Leya Iseka  | België        | RSC Anderlecht   |
| Julien De Sart    | België        | Middlesbrough FC |
| Ivan Šaponjić     | Servië        | SL Benfica       |
| Idrissa Doumbia   | Ivoorkust     | RSC Anderlecht   |
| Nicola Leali      | Italië        | Juventus FC      |
| Grigoris Kastanos | Cyprus        | Juventus FC      |

##### Uitgaand
| Naam                                | Nationaliteit | Naar                  |
| ----------------------------------- | ------------- | --------------------- |
| Babacar Guèye (terug uit leen)      | Senegal       | Hannover 96           |
| Luca Marrone (terug uit leen)       | Italië        | Juventus FC           |
| Jens Naessens (terug uit leen)      | België        | KV Mechelen           |
| Sebastiaan Brebels (einde contract) | België        | SK Lommel             |
| Henrik Dalsgaard                    | Denemarken    | Brentford FC          |
| Karim Essikal                       | België        | Beerschot Wilrijk     |
| Charni Ekangamene                   | België        | Beerschot Wilrijk     |
| Christophe Lepoint                  | België        | KV Kortrijk           |
| Lukas Lerager                       | Denemarken    | Girondins de Bordeaux |
| Soualiho Meïté                      | Frankrijk     | AS Monaco             |
| Jakob Ankersen                      | Denemarken    | Aarhus GF             |
| Mbaye Leye                          | Senegal       | KAS Eupen             |
| Stephen Buyl                        | België        | Cercle Brugge         |
| Kenny Steppe                        | België        | Sint-Truidense VV     |

##### Uitgeleend
| Naam          | Nationaliteit | Naar             |
| ------------- | ------------- | ---------------- |
| Bryan Verboom | België        | KV Kortrijk      |
| Robert Mühren | Nederland     | Sparta Rotterdam |

### Winter

#### Ingaand
| Naam                | Nationaliteit | Van               |
| ------------------- | ------------- | ----------------- |
| Hamdi Harbaoui      | Tunesië       | RSC Anderlecht    |
| Damien Marcq        | Frankrijk     | KAA Gent          |
| Johan Lædre Bjørdal | Noorwegen     | Rosenborg BK      |
| Eike Bansen         | Duitsland     | Borussia Dortmund |

##### Geleend
| Naam          | Nationaliteit | Van           |
| ------------- | ------------- | ------------- |
| Theo Bongonda | België        | Celta de Vigo |

##### Uitgaand
| Naam                               | Nationaliteit | Naar        |
| ---------------------------------- | ------------- | ----------- |
| Nicola Leali (terug uit leen)      | Italië        | Juventus FC |
| Grigoris Kastanos (terug uit leen) | Cyprus        | Juventus FC |
| Andy Faustin (contract ontbonden)  | Haïti         |             |

##### Uitgeleend
| Naam         | Nationaliteit | Naar        |
| ------------ | ------------- | ----------- |
| Ben Reichert | Israël        | Hapoel Akko |
| Aliko Bala   | Nigeria       | Hapoel Akko |

## Individuele prijzen
- Gouden Stier

Hamdi Harbaoui
- Belgische Leeuw

2. Hamdi Harbaoui
- Gouden Schoen

42. Soualiho Meïté
- Trainer van het Jaar

10. Francky Dury

## Wedstrijden

### Competitie
| Jupiler Pro League                                                  |                                 |                     |                                                                     | |                                      |
| Wedstrijddetails                                                    | Thuisploeg                      | Uitslag             | Uitploeg                                                            | Opstelling | Kaarten                              |
| Heenronde                                                           |                                 |                     |                                                                     | |                                      |
| 29 juli 2017 20:00 Kehrwegstadion Eupen Nicolas Laforge             | KAS Eupen                       | 0-5                 | Zulte Waregem                                                       | Bostyn De fauw, Derijck, Heylen, Hamalainen De Sart, Coopman De Pauw (85' Doumbia), Kaya (90' Jensen), Olayinka Šaponjić (78' Leya Iseka) | 38' Derijck 57' Heylen               |
| 29 juli 2017 20:00 Kehrwegstadion Eupen Nicolas Laforge             |                                 | 0-1 0-2 0-3 0-4 0-5 | 34' De fauw 55' Šaponjić (pen) 59' De Pauw 65' Šaponjić 87' Coopman | Bostyn De fauw, Derijck, Heylen, Hamalainen De Sart, Coopman De Pauw (85' Doumbia), Kaya (90' Jensen), Olayinka Šaponjić (78' Leya Iseka) | 38' Derijck 57' Heylen               |
| 5 augustus 2017 20:30 Regenboogstadion Waregem                      | Zulte Waregem                   | 2-0                 | Sint-Truidense VV                                                   | Bostyn De fauw (90' Walsh), Derijck, Heylen, Hamalainen De Sart, Coopman De Pauw, Kaya, Olayinka (90' Jensen) Šaponjić (73' Leya Iseka)   | 16' De Sart 18' Kaya                 |
| 5 augustus 2017 20:30 Regenboogstadion Waregem                      | Heylen 56' Leya Iseka (pen) 82' | 1-0 2-0             |                                                                     | Bostyn De fauw (90' Walsh), Derijck, Heylen, Hamalainen De Sart, Coopman De Pauw, Kaya, Olayinka (90' Jensen) Šaponjić (73' Leya Iseka)   | 16' De Sart 18' Kaya                 |
| 5 augustus 2017 20:30 Regenboogstadion Waregem                      | Zulte Waregem                   | 1-2                 | Club Brugge                                                         | Bostyn De fauw , Derijck, Heylen, Hamalainen Jensen, De Sart De Pauw, Kaya, Olayinka Leya Iseka                                           | 47' Derijck                          |
| 5 augustus 2017 20:30 Regenboogstadion Waregem                      | Leya Iseka 53'                  | 0-1 0-2 1-2         | 22' Dennis 48' Vossen (pen)                                         | Bostyn De fauw , Derijck, Heylen, Hamalainen Jensen, De Sart De Pauw, Kaya, Olayinka Leya Iseka                                           | 47' Derijck                          |
| 19 augustus 2017 20:30 Maurice Dufrasnestadion Luik Jonathan Lardot | Standard de Liège               | 0-4                 | Zulte Waregem                                                       | Bostyn De fauw, Baudry, Heylen, Hamalainen Doumbia, De Sart (90' Jensen) De Pauw, Coopman (90' Walsh), Kaya Olayinka (88' Leya Iseka)     | 45' De Sart 71' Kaya                 |
| 19 augustus 2017 20:30 Maurice Dufrasnestadion Luik Jonathan Lardot |                                 | 0-1 0-2 0-3 0-4     | 65' De Pauw 70' Kaya 73' Olayinka 84' Kaya (pen)                    | Bostyn De fauw, Baudry, Heylen, Hamalainen Doumbia, De Sart (90' Jensen) De Pauw, Coopman (90' Walsh), Kaya Olayinka (88' Leya Iseka)     | 45' De Sart 71' Kaya                 |
| 26 augustus 2017 18:00 Stade du Pays Charleroi Bart Vertenten       | Sporting Charleroi              | 3-2                 | Zulte Waregem                                                       | Bostyn De fauw, Derijck, Heylen, Hamalainen Doumbia, De Sart De Pauw, Coopman (71' Leya Iseka), Kaya (88' Jensen) Olayinka                | 56' De Sart                          |
| 26 augustus 2017 18:00 Stade du Pays Charleroi Bart Vertenten       | Rezaei 75'                      | 0-1 1-1 1-2 2-2 3-2 | 45' Olayinka 81' Marinos (own)                                      | Bostyn De fauw, Derijck, Heylen, Hamalainen Doumbia, De Sart De Pauw, Coopman (71' Leya Iseka), Kaya (88' Jensen) Olayinka                | 56' De Sart                          |
| 5 november 2017 20:00 Versluys Arena Oostende Erik Lambrechts       | KV Oostende                     |                     | Zulte Waregem                                                       | Bostyn De fauw, Walsh, Baudry, Hamalainen De Mets, De Sart De Pauw, Coopman, Kaya Olayinka                                                |                                      |
| 5 november 2017 20:00 Versluys Arena Oostende Erik Lambrechts       |                                 |                     |                                                                     | Bostyn De fauw, Walsh, Baudry, Hamalainen De Mets, De Sart De Pauw, Coopman, Kaya Olayinka                                                |                                      |
| 20 januari 2018 20:30 AFAS-stadion Mechelen Bart Vertenten          | KV Mechelen                     | 0-2                 | Zulte Waregem                                                       | Bossut De fauw, Derijck, Baudry, Hamalainen Marcq (46' De Mets), Doumbia (74' De Sart) De Pauw (65' Leya Iseka), Coopman, Kaya Harbaoui   | 36' Harbaoui 39' Derijck 84' De fauw |
| 20 januari 2018 20:30 AFAS-stadion Mechelen Bart Vertenten          |                                 | 0-1 0-2             | 81' De fauw 87' Harbaoui                                            | Bossut De fauw, Derijck, Baudry, Hamalainen Marcq (46' De Mets), Doumbia (74' De Sart) De Pauw (65' Leya Iseka), Coopman, Kaya Harbaoui   | 36' Harbaoui 39' Derijck 84' De fauw |
| 23 januari 2018 20:30 Regenboogstadion Waregem Lawrence Visser      | Zulte Waregem                   | 2-1                 | Standard de Liège                                                   | Bossut De fauw, Baudry, Heylen, Hamalainen (46' Madu) Doumbia, De Mets Coopman, De Sart (87' Šaponjić), Kaya, Leya Iseka                  | 42' De fauw 93' Coopman              |
| 23 januari 2018 20:30 Regenboogstadion Waregem Lawrence Visser      | Doumbia 28' Šaponjić 92'        | 1-0 1-1 2-1         | 74' Emond                                                           | Bossut De fauw, Baudry, Heylen, Hamalainen (46' Madu) Doumbia, De Mets Coopman, De Sart (87' Šaponjić), Kaya, Leya Iseka                  | 42' De fauw 93' Coopman              |
| 27 januari 2018 20:00 Freethielstadion Beveren Bram Vandriessche    | Waasland-Beveren                | 2-2                 | Zulte Waregem                                                       | Bossut De fauw (42' Walsh), Derijck, Baudry, Hamalainen Marcq (87' De Sart), Doumbia Coopman, Kaya, Olayinka Harbaoui                     | 11' Bossut 45' Kaya                  |
| 27 januari 2018 20:00 Freethielstadion Beveren Bram Vandriessche    | Thelin (pen) 12' Cools 82'      | 1-0 1-1 1-2 2-2     | 61' Harbaoui 65' Olayinka                                           | Bossut De fauw (42' Walsh), Derijck, Baudry, Hamalainen Marcq (87' De Sart), Doumbia Coopman, Kaya, Olayinka Harbaoui                     | 11' Bossut 45' Kaya                  |
| 4 februari 2018 20:00 Regenboogstadion Waregem Sébastien Delferière | Zulte Waregem                   |                     | KV Oostende                                                         | |                                      |
| 4 februari 2018 20:00 Regenboogstadion Waregem Sébastien Delferière |                                 |                     |                                                                     | |                                      |

### Play-Offs
| PO II                                                                    | |                                 |                                                           | |                                                 |
| 1 april 2018 20:00 Regenboogstadion Waregem Nicolas Laforge              | Zulte Waregem                                                                                           | 2-2                             | Oud-Heverlee Leuven                                       | Bossut De fauw, Derijck, Baudry, Hamalainen (46' Walsh) Jensen (89' Šaponjić), De Sart De Pauw (83' Coopman), Kaya, Olayinka Harbaoui                                                                      | 62' Walsh                                       |
| 1 april 2018 20:00 Regenboogstadion Waregem Nicolas Laforge              | Harbaoui (pen) 35' De Pauw 69'                                                                          | 1-0 1-1 2-1 2-2                 | 35' Gorius 87' Kostovski                                  | Bossut De fauw, Derijck, Baudry, Hamalainen (46' Walsh) Jensen (89' Šaponjić), De Sart De Pauw (83' Coopman), Kaya, Olayinka Harbaoui                                                                      | 62' Walsh                                       |
| 8 april 2018 20:00 Freethiel Beveren Erik Lambrechts                     | Waasland-Beveren                                                                                        | 1-2                             | Zulte Waregem                                             | Bossut De fauw, Derijck, Baudry, Walsh Doumbia, Kaya (79' Leya Iseka) Bongonda (67' De Sart), De Pauw (82' Šaponjić) , Olayinka Harbaoui                                                                   | 26' Bongonda 77' De fauw 86' Šaponjić           |
| 8 april 2018 20:00 Freethiel Beveren Erik Lambrechts                     | Thelin (pen) 76'                                                                                        | 0-1 0-2 1-2                     | 33' Bongonda 45' De Pauw                                  | Bossut De fauw, Derijck, Baudry, Walsh Doumbia, Kaya (79' Leya Iseka) Bongonda (67' De Sart), De Pauw (82' Šaponjić) , Olayinka Harbaoui                                                                   | 26' Bongonda 77' De fauw 86' Šaponjić           |
| 14 april 2018 18:00 Regenboogstadion Waregem Jonathan Lardot             | Zulte Waregem                                                                                           | 5-1                             | Excel Mouscron                                            | Bossut De fauw, Derijck, Baudry, Walsh Doumbia (19' De Sart), Kaya (81' Jensen) Bongonda (83' Šaponjić), De Pauw, Olayinka Harbaoui                                                                        | 21' De Pauw 42' De Sart 63' Derijck 76' Derijck |
| 14 april 2018 18:00 Regenboogstadion Waregem Jonathan Lardot             | Harbaoui 23' De fauw 32' Harbaoui (pen) 61' Harbaoui 78' Harbaoui 85'                                   | 1-0 1-1 2-1 3-1 4-1 5-1         | 28' Mézague                                               | Bossut De fauw, Derijck, Baudry, Walsh Doumbia (19' De Sart), Kaya (81' Jensen) Bongonda (83' Šaponjić), De Pauw, Olayinka Harbaoui                                                                        | 21' De Pauw 42' De Sart 63' Derijck 76' Derijck |
| 17 april 2018 20:30 Herman Vanderpoortenstadion Lier Jan Boterberg       | Lierse SK                                                                                               | 1-4                             | Zulte Waregem                                             | Bossut De fauw (81' Hamalainen), Heylen, Baudry, Walsh De Sart, Kaya (68' Jensen) Bongonda, De Pauw (71' Šaponjić), Olayinka Harbaoui                                                                      |                                                 |
| 17 april 2018 20:30 Herman Vanderpoortenstadion Lier Jan Boterberg       | Janssens 83'                                                                                            | 0-1 0-2 0-3 0-4 1-4             | 38' Bongonda 53' Harbaoui (pen) 54' Harbaoui 76' Harbaoui | Bossut De fauw (81' Hamalainen), Heylen, Baudry, Walsh De Sart, Kaya (68' Jensen) Bongonda, De Pauw (71' Šaponjić), Olayinka Harbaoui                                                                      |                                                 |
| 20 april 2018 20:30 Regenboogstadion Waregem Bart Vertenten              | Zulte Waregem                                                                                           | 3-0                             | KV Kortrijk                                               | Bossut De fauw, Derijck, Baudry, Walsh De Sart, Kaya (86' Coopman) Bongonda (81' Heylen), De Pauw, Olayinka (89' Šaponjić) Harbaoui                                                                        | 65' Baudry                                      |
| 20 april 2018 20:30 Regenboogstadion Waregem Bart Vertenten              | Bongonda 43' Harbaoui (pen) 80' Kaya 83'                                                                | 1-0 2-0 3-0                     |                                                           | Bossut De fauw, Derijck, Baudry, Walsh De Sart, Kaya (86' Coopman) Bongonda (81' Heylen), De Pauw, Olayinka (89' Šaponjić) Harbaoui                                                                        | 65' Baudry                                      |
| 28 april 2018 18:00 Le Canonnier Moeskroen Bram Vandriessche             | Excel Mouscron                                                                                          | 1-2                             | Zulte Waregem                                             | Bossut De fauw, Derijck, Baudry, Walsh (33' Hamalainen) De Sart, Kaya (90' Šaponjić) Bongonda (85' Coopman), De Pauw, Olayinka Harbaoui                                                                    |                                                 |
| 28 april 2018 18:00 Le Canonnier Moeskroen Bram Vandriessche             | Amallah 29'                                                                                             | 1-0 1-1 1-2                     | 65' Harbaoui 66' Olayinka                                 | Bossut De fauw, Derijck, Baudry, Walsh (33' Hamalainen) De Sart, Kaya (90' Šaponjić) Bongonda (85' Coopman), De Pauw, Olayinka Harbaoui                                                                    |                                                 |
| 5 mei 2018 18:00 Guldensporenstadion Kortrijk Alexandre Boucaut          | KV Kortrijk                                                                                             | 1-2                             | Zulte Waregem                                             | Bossut De fauw, Derijck, Baudry, Walsh De Sart, Kaya (89' Heylen) Bongonda (74' Coopman), De Pauw, Olayinka Harbaoui (90' Šaponjić)                                                                        |                                                 |
| 5 mei 2018 18:00 Guldensporenstadion Kortrijk Alexandre Boucaut          | Ouali 21'                                                                                               | 0-1 1-1 1-2                     | 15' Bongonda 34' Olayinka                                 | Bossut De fauw, Derijck, Baudry, Walsh De Sart, Kaya (89' Heylen) Bongonda (74' Coopman), De Pauw, Olayinka Harbaoui (90' Šaponjić)                                                                        |                                                 |
| 8 mei 2018 20:30 Regenboogstadion Waregem Wesley Alen                    | Zulte Waregem                                                                                           | 8-0                             | Waasland-Beveren                                          | Bossut De fauw (46' Hamalainen), Derijck, Baudry, Walsh De Sart (58' Jensen), Kaya Bongonda, De Pauw, Olayinka (76' Coopman) Harbaoui                                                                      | 35' Bongonda 90' Bongonda                       |
| 8 mei 2018 20:30 Regenboogstadion Waregem Wesley Alen                    | Olayinka 3' Nys (own) 8' Kaya 25' Derijck 29' Harbaoui (pen) 39' Bongonda 75' Harbaoui 79' Harbaoui 83' | 1-0 2-0 3-0 4-0 5-0 6-0 7-0 8-0 |                                                           | Bossut De fauw (46' Hamalainen), Derijck, Baudry, Walsh De Sart (58' Jensen), Kaya Bongonda, De Pauw, Olayinka (76' Coopman) Harbaoui                                                                      | 35' Bongonda 90' Bongonda                       |
| 11 mei 2018 20:30 King Power at Den Dreef Stadion Leuven Erik Lambrechts | Oud-Heverlee Leuven                                                                                     | 1-2                             | Zulte Waregem                                             | Bossut Walsh, Derijck, Baudry, Hamalainen Jensen, Kaya (90' Šaponjić) De Pauw (86' Bjørdal), Coopman, Olayinka (90' Heylen) Harbaoui                                                                       | 29' Coopman 61' Jensen                          |
| 11 mei 2018 20:30 King Power at Den Dreef Stadion Leuven Erik Lambrechts | Kostovski 31'                                                                                           | 0-1 1-1 1-2                     | 5' Coopman 82' Hamalainen                                 | Bossut Walsh, Derijck, Baudry, Hamalainen Jensen, Kaya (90' Šaponjić) De Pauw (86' Bjørdal), Coopman, Olayinka (90' Heylen) Harbaoui                                                                       | 29' Coopman 61' Jensen                          |
| 18 mei 2018 20:30 Regenboogstadion Waregem                               | Zulte Waregem                                                                                           | 5-0                             | Lierse SK                                                 | |                                                 |
| 18 mei 2018 20:30 Regenboogstadion Waregem                               | |                                 |                                                           | |                                                 |
| Finale PO II                                                             | |                                 |                                                           | |                                                 |
| 23 mei 2018 20:30 Regenboogstadion Waregem Sébastien Delferière          | Zulte Waregem                                                                                           | 2-2 (4-3)                       | Sporting Lokeren                                          | Bossut De fauw, Derijck, Baudry, Hamalainen De Sart (108' Šaponjić), Kaya (71' Bjørdal) Bongonda, De Pauw (86' Cordaro), Olayinka Harbaoui Strafschoppen: Derijck, De fauw, Hamalainen, Šaponjić, Harbaoui | 37' Bongonda 80' Baudry                         |
| 23 mei 2018 20:30 Regenboogstadion Waregem Sébastien Delferière          | De fauw 92' Šaponjić 114'                                                                               | 0-1 1-1 1-2 2-2                 | 89' Cevallos 96' Mareček                                  | Bossut De fauw, Derijck, Baudry, Hamalainen De Sart (108' Šaponjić), Kaya (71' Bjørdal) Bongonda, De Pauw (86' Cordaro), Olayinka Harbaoui Strafschoppen: Derijck, De fauw, Hamalainen, Šaponjić, Harbaoui | 37' Bongonda 80' Baudry                         |
| Testwedstrijd (UEFA Europa League)                                       | |                                 |                                                           | |                                                 |
| 27 mei 2018 18:00 Luminus Arena Genk Bart Vertenten                      | KRC Genk                                                                                                | 2-0                             | Zulte Waregem                                             | Bossut De fauw, Bjørdal, Baudry, Walsh De Sart, Kaya (46' Marcq) Bongonda (75' Coopman), De Pauw (46' Šaponjić), Olayinka Harbaoui                                                                         | 41' Kaya 58' Šaponjić 59' Marcq                 |
| 27 mei 2018 18:00 Luminus Arena Genk Bart Vertenten                      | Samatta 17' Uronen 28'                                                                                  | 1-0 2-0                         |                                                           | Bossut De fauw, Bjørdal, Baudry, Walsh De Sart, Kaya (46' Marcq) Bongonda (75' Coopman), De Pauw (46' Šaponjić), Olayinka Harbaoui                                                                         | 41' Kaya 58' Šaponjić 59' Marcq                 |

#### Overzicht reguliere competitie
| Speeldag  | 1 | 2 | 3 | 4 | 5 | 6  | 7  | 8  | 9  | 10 | 11 | 12 | 13 | 14 | 15 | 16 | 17 | 18 | 19 | 20 | 21 | 22 | 23 | 24 | 25 | 26 | 27 | 28 | 29 | 30 |
| --------- | - | - | - | - | - | -- | -- | -- | -- | -- | -- | -- | -- | -- | -- | -- | -- | -- | -- | -- | -- | -- | -- | -- | -- | -- | -- | -- | -- | -- |
| Resultaat | w | w | v | w | v | g  | w  | w  | v  | v  | v  | v  | w  | v  | v  | v  | v  | g  | v  | v  | v  | w  | w  | g  | g  | v  | w  | w  | v  | w  |
| Punten    | 3 | 6 | 6 | 9 | 9 | 10 | 13 | 16 | 16 | 16 | 16 | 16 | 19 | 19 | 19 | 19 | 19 | 20 | 20 | 20 | 20 | 23 | 26 | 27 | 28 | 28 | 31 | 34 | 34 | 37 |
| Positie   | 1 | 1 | 3 | 3 | 6 | 6  | 4  | 3  | 4  | 7  | 7  | 9  | 6  | 7  | 9  | 10 | 10 | 10 | 11 | 14 | 14 | 14 | 11 | 12 | 12 | 13 | 11 | 11 | 12 | 9  |

#### Klassement reguliere competitie
| Pos | Team             | Wed | W  | G  | V  | Ptn | DV | DT | +/− |       |
| --- | ---------------- | --- | -- | -- | -- | --- | -- | -- | --- | ----- |
| 6   | Standard Luik    | 30  | 11 | 11 | 8  | 44  | 43 | 41 | +2  | PO I  |
| 7   | KV Kortrijk      | 30  | 12 | 6  | 12 | 42  | 42 | 39 | +3  | PO II |
| 8   | Royal Antwerp FC | 30  | 10 | 11 | 9  | 41  | 38 | 40 | −2  | PO II |
| 9   | SV Zulte Waregem | 30  | 11 | 4  | 15 | 37  | 47 | 52 | −5  | PO II |
| 10  | STVV             | 30  | 9  | 10 | 11 | 37  | 29 | 42 | −13 | PO II |
| 11  | KV Oostende      | 30  | 10 | 6  | 14 | 36  | 42 | 41 | +1  | PO II |
| 12  | Waasland-Beveren | 30  | 9  | 8  | 13 | 35  | 50 | 51 | −1  | PO II |

PO I: Play-off I, PO II: Play-off II, : Degradeert na dit seizoen naar eerste klasse B

#### Overzicht PO II A
| Speeldag  | 1 | 2 | 3 | 4  | 5  | 6  | 7  | 8  | 9  | 10 |
| --------- | - | - | - | -- | -- | -- | -- | -- | -- | -- |
| Resultaat | g | w | w | w  | w  | w  | w  | w  | w  | w  |
| Punten    | 1 | 4 | 7 | 10 | 13 | 16 | 19 | 22 | 25 | 28 |
| Positie   | 4 | 2 | 1 | 1  | 1  | 1  | 1  | 1  | 1  | 1  |

#### Klassement PO II A
| Pos | Team                  | Wed | W | G | V | Ptn | DV | DT | +/− |             |
| --- | --------------------- | --- | - | - | - | --- | -- | -- | --- | ----------- |
| 1   | SV Zulte Waregem      | 10  | 9 | 1 | 0 | 28  | 35 | 8  | +27 | Finale PO 2 |
| 2   | KV Kortrijk           | 10  | 6 | 1 | 3 | 19  | 18 | 12 | +6  |             |
| 3   | Royal Excel Moeskroen | 10  | 4 | 2 | 4 | 14  | 18 | 16 | +2  |             |
| 4   | Oud-Heverlee Leuven   | 10  | 2 | 3 | 5 | 9   | 12 | 18 | −6  |             |
| 5   | Waasland-Beveren      | 10  | 2 | 2 | 6 | 8   | 12 | 23 | −11 |             |
| 6   | Lierse SK             | 10  | 2 | 1 | 7 | 7   | 7  | 25 | −18 |             |

#### Statistieken
| Nr. | Naam                  | Min. |   |   |   |   |   |   |
| --- | --------------------- | ---- | - | - | - | - | - | - |
| 1   | Sammy Bossut          | 0    | 0 | 0 | 0 | 0 | 0 | 0 |
| 2   | Davy De fauw          | 0    | 0 | 0 | 0 | 0 | 0 | 0 |
| 3   | Marvin Baudry         | 0    | 0 | 0 | 0 | 0 | 0 | 0 |
| 4   | Michaël Heylen        | 0    | 0 | 0 | 0 | 0 | 0 | 0 |
| 5   | Damien Marcq          | 0    | 0 | 0 | 0 | 0 | 0 | 0 |
| 6   | Timothy Derijck       | 0    | 0 | 0 | 0 | 0 | 0 | 0 |
| 7   | Aaron Leya Iseka      | 0    | 0 | 0 | 0 | 0 | 0 | 0 |
| 8   | Gertjan De Mets       | 0    | 0 | 0 | 0 | 0 | 0 | 0 |
| 9   | Hamdi Harbaoui        | 0    | 0 | 0 | 0 | 0 | 0 | 0 |
| 10  | Onur Kaya             | 0    | 0 | 0 | 0 | 0 | 0 | 0 |
| 11  | Nill De Pauw          | 0    | 0 | 0 | 0 | 0 | 0 | 0 |
| 14  | Sandy Walsh           | 0    | 0 | 0 | 0 | 0 | 0 | 0 |
| 15  | Kingsley Madu         | 0    | 0 | 0 | 0 | 0 | 0 | 0 |
| 16  | Ben Reichert          | 0    | 0 | 0 | 0 | 0 | 0 | 0 |
| 17  | Aliko Bala            | 0    | 0 | 0 | 0 | 0 | 0 | 0 |
| 19  | Fredrik Oldrup Jensen | 0    | 0 | 0 | 0 | 0 | 0 | 0 |
| 20  | Idrissa Doumbia       | 0    | 0 | 0 | 0 | 0 | 0 | 0 |
| 23  | Julien De Sart        | 0    | 0 | 0 | 0 | 0 | 0 | 0 |
| 24  | Johan Lædre Bjørdal   | 0    | 0 | 0 | 0 | 0 | 0 | 0 |
| 25  | Louis Bostyn          | 0    | 0 | 0 | 0 | 0 | 0 | 0 |
| 29  | Alessandro Cordaro    | 0    | 0 | 0 | 0 | 0 | 0 | 0 |
| 30  | Grigoris Kastanos     | 0    | 0 | 0 | 0 | 0 | 0 | 0 |
| 31  | Brian Hamalainen      | 0    | 0 | 0 | 0 | 0 | 0 | 0 |
| 33  | Ivan Šaponjić         | 0    | 0 | 0 | 0 | 0 | 0 | 0 |
| 43  | Sander Coopman        | 0    | 0 | 0 | 0 | 0 | 0 | 0 |
| 44  | Eike Bansen           | 0    | 0 | 0 | 0 | 0 | 0 | 0 |
| 95  | Theo Bongonda         | 0    | 0 | 0 | 0 | 0 | 0 | 0 |
| 99  | Peter Olayinka        | 0    | 0 | 0 | 0 | 0 | 0 | 0 |
|     | Nicola Leali          | 0    | 0 | 0 | 0 | 0 | 0 | 0 |
|     | Yoan Severin          | 0    | 0 | 0 | 0 | 0 | 0 | 0 |
|     | Andy Faustin          | 0    | 0 | 0 | 0 | 0 | 0 | 0 |

### Beker van België
| Croky Cup                                                            |                                  |                     |                                                     | |                               |
| Wedstrijddetails                                                     | Thuisploeg                       | Uitslag             | Uitploeg                                            | Opstelling | Kaarten                       |
| 16e finale                                                           |                                  |                     |                                                     | |                               |
| 20 september 2017 20:00 Stade de Rocourt Luik Alexandre Boucaut      | RFC Liège                        | 2-3                 | Zulte Waregem                                       | Bostyn Walsh (89' De Mets), Baudry, Heylen, Hamalainen Jensen, De Sart De Pauw, Coopman (33' Cordaro), Olayinka Šaponjić              | 22' Walsh                     |
| 20 september 2017 20:00 Stade de Rocourt Luik Alexandre Boucaut      | Lamort 28' Dethier 66'           | 0-1 1-1 1-2 2-2 2-3 | 23' Šaponjić 50' De Pauw (pen) 72' Hamalainen (pen) | Bostyn Walsh (89' De Mets), Baudry, Heylen, Hamalainen Jensen, De Sart De Pauw, Coopman (33' Cordaro), Olayinka Šaponjić              | 22' Walsh                     |
| 8e finale                                                            |                                  |                     |                                                     | |                               |
| 30 november 2017 20:45 Regenboogstadion Waregem Sébastien Delferière | Zulte Waregem                    | 2-3                 | Club Brugge                                         | Bossut Walsh, Baudry, Heylen De fauw, Doumbia (46' Šaponjić) , Kaya, De Sart, Hamalainen (46' Madu) De Pauw (46' Cordaro), Leya Iseka | 35' Baudry 86' Walsh 90' Kaya |
| 30 november 2017 20:45 Regenboogstadion Waregem Sébastien Delferière | 66' De fauw (pen) 71' Leya Iseka | 0-1 1-1 2-1 2-2 2-3 | 3' Vossen 83' Dennis 106' Dennis                    | Bossut Walsh, Baudry, Heylen De fauw, Doumbia (46' Šaponjić) , Kaya, De Sart, Hamalainen (46' Madu) De Pauw (46' Cordaro), Leya Iseka | 35' Baudry 86' Walsh 90' Kaya |

#### Statistieken
| Nr. | Naam                  | Min. |   |   |   |   |    |   |
| --- | --------------------- | ---- | - | - | - | - | -- | - |
| 1   | Sammy Bossut          | 90   | 0 | 0 | 0 | 0 | 0  | 0 |
| 2   | Davy De fauw          | 90   | 1 | 0 | 0 | 0 | 0  | 0 |
| 3   | Marvin Baudry         | 180  | 0 | 0 | 1 | 0 | 0  | 0 |
| 4   | Michaël Heylen        | 180  | 0 | 0 | 0 | 0 | 0  | 0 |
| 5   | Yoan Severin          | 0    | 0 | 0 | 0 | 0 | 0  | 0 |
| 6   | Timothy Derijck       | 0    | 0 | 0 | 0 | 0 | 0  | 0 |
| 7   | Aaron Leya Iseka      | 90   | 1 | 0 | 0 | 0 | 0  | 0 |
| 8   | Gertjan De Mets       | 1    | 0 | 0 | 0 | 0 | 1  | 0 |
| 10  | Onur Kaya             | 90   | 0 | 1 | 1 | 0 | 0  | 0 |
| 11  | Nill De Pauw          | 136  | 1 | 0 | 0 | 0 | 0  | 1 |
| 14  | Sandy Walsh           | 179  | 0 | 0 | 1 | 0 | 0  | 1 |
| 15  | Kingsley Madu         | 44   | 0 | 0 | 0 | 0 | 1  | 0 |
| 16  | Ben Reichert          | 0    | 0 | 0 | 0 | 0 | 0  | 0 |
| 17  | Aliko Bala            | 0    | 0 | 0 | 0 | 0 | 0  | 0 |
| 19  | Fredrik Oldrup Jensen | 90   | 0 | 0 | 0 | 0 | 0  | 0 |
| 20  | Idrissa Doumbia       | 46   | 0 | 0 | 0 | 0 | 0  | 1 |
| 23  | Julien De Sart        | 180  | 0 | 0 | 0 | 0 | 0  | 0 |
| 24  | Nicola Leali          | 0    | 0 | 0 | 0 | 0 | 0  | 0 |
| 25  | Louis Bostyn          | 90   | 0 | 0 | 0 | 0 | 0  | 0 |
| 29  | Alessandro Cordaro    | 101  | 0 | 0 | 0 | 0 | 2  | 0 |
| 30  | Grigoris Kastanos     | 0    | 0 | 0 | 0 | 0 | 0  | 0 |
| 31  | Brian Hamalainen      | 136  | 1 | 0 | 0 | 0 | 0  | 1 |
| 33  | Ivan Šaponjić         | 134  | 1 | 0 | 1 | 0 | 11 | 0 |
| 43  | Sander Coopman        | 33   | 0 | 0 | 0 | 0 | 0  | 1 |
| 95  | Andy Faustin          | 0    | 0 | 0 | 0 | 0 | 0  | 0 |
| 99  | Peter Olayinka        | 90   | 0 | 1 | 0 | 0 | 0  | 0 |

### Europees
| UEFA Europa League                                                        |                                             |                         |                                                             | |                           |
| Wedstrijddetails                                                          | Thuisploeg                                  | Uitslag                 | Uitploeg                                                    | Opstelling | Kaarten                   |
| Groepsfase                                                                |                                             |                         |                                                             | |                           |
| 14 september 2017 21:05 Regenboogstadion Waregem Ali Palabıyık            | Zulte Waregem                               | 1-5                     | OGC Nice                                                    | Leali De fauw, Derijck, Heylen, Hamalainen Doumbia, De Sart De Pauw (74' Kastanos), Kaya (75' Coopman), Olayinka Leya Iseka (84' Šaponjić)  | 76' Leya Iseka            |
| 14 september 2017 21:05 Regenboogstadion Waregem Ali Palabıyık            | Leya Iseka 46'                              | 0-1 0-2 0-3 1-3 1-4 1-5 | 16' Pléa 20' Pléa 28' Dante 69' Saint-Maximin 74' Balotelli | Leali De fauw, Derijck, Heylen, Hamalainen Doumbia, De Sart De Pauw (74' Kastanos), Kaya (75' Coopman), Olayinka Leya Iseka (84' Šaponjić)  | 76' Leya Iseka            |
| 28 september 2017 19:00 Stadio Olimpico Rome Harald Lechner               | SS Lazio                                    | 2-0                     | Zulte Waregem                                               | Leali Baudry (84' Šaponjić), Derijck, Heylen De fauw, Doumbia, Coopman, Hamalainen De Pauw (46' Olayinka), Leya Iseka, Kastanos (46' Kaya)  | 50' Baudry 84' Leya Iseka |
| 28 september 2017 19:00 Stadio Olimpico Rome Harald Lechner               | Caicedo 18' Immobile 90'                    | 1-0 2-0                 |                                                             | Leali Baudry (84' Šaponjić), Derijck, Heylen De fauw, Doumbia, Coopman, Hamalainen De Pauw (46' Olayinka), Leya Iseka, Kastanos (46' Kaya)  | 50' Baudry 84' Leya Iseka |
| 19 oktober 2017 19:00 Regenboogstadion Waregem Ivan Bekek                 | Zulte Waregem                               | 1-1                     | SBV Vitesse                                                 | Bostyn Walsh (70' De fauw), Derijck, Heylen, Hamalainen De Mets, De Sart Coopman, Kaya (89' Šaponjić), Olayinka Leya Iseka (55' De Pauw)    | 37' Leya Iseka            |
| 19 oktober 2017 19:00 Regenboogstadion Waregem Ivan Bekek                 | Kashia (own) 23'                            | 1-0 1-1                 | 27' Bruns                                                   | Bostyn Walsh (70' De fauw), Derijck, Heylen, Hamalainen De Mets, De Sart Coopman, Kaya (89' Šaponjić), Olayinka Leya Iseka (55' De Pauw)    | 37' Leya Iseka            |
| 2 november 2017 21:05 GelreDome Arnhem Yevhen Aranovskiy                  | SBV Vitesse                                 | 0-2                     | Zulte Waregem                                               | Bostyn De fauw (86' Heylen), Walsh, Baudry, Madu De Mets, De Sart De Pauw (27' Hamalainen), Coopman, Kaya (77' Doumbia) Olayinka            | 16' Madu 22' Madu         |
| 2 november 2017 21:05 GelreDome Arnhem Yevhen Aranovskiy                  |                                             | 0-1 0-2                 | 3' Dabo (own) 70' Kaya                                      | Bostyn De fauw (86' Heylen), Walsh, Baudry, Madu De Mets, De Sart De Pauw (27' Hamalainen), Coopman, Kaya (77' Doumbia) Olayinka            | 16' Madu 22' Madu         |
| 23 november 2017 19:00 Allianz Riviera Nice Luca Banti                    | OGC Nice                                    | 3-1                     | Zulte Waregem                                               | Bostyn De fauw, Heylen, Baudry Walsh, Doumbia (80' Šaponjić), Kastanos (46' De Sart), Coopman, Hamalainen De Pauw (79' Cordaro), Leya Iseka |                           |
| 23 november 2017 19:00 Allianz Riviera Nice Luca Banti                    | Balotelli (pen) 6' Balotelli 32' Tameze 87' | 1-0 2-0 2-1 3-1         | 81' Hamalainen                                              | Bostyn De fauw, Heylen, Baudry Walsh, Doumbia (80' Šaponjić), Kastanos (46' De Sart), Coopman, Hamalainen De Pauw (79' Cordaro), Leya Iseka |                           |
| 7 december 2017 21:05 Regenboogstadion Waregem Charalambos Kalogeropoulos | Zulte Waregem                               | 3-2                     | SS Lazio                                                    | Bostyn De fauw, Heylen, Baudry Walsh (88' Šaponjić), Doumbia (46' De Sart), Kaya, Coopman, Madu (46' Hamalainen) De Pauw, Leya Iseka        | 76' Walsh                 |
| 7 december 2017 21:05 Regenboogstadion Waregem Charalambos Kalogeropoulos | De Pauw 7' Heylen 61' Leya Iseka 84'        | 1-0 2-0 2-1 2-2 3-2     | 68' Caicedo 74' Lucas Leiva                                 | Bostyn De fauw, Heylen, Baudry Walsh (88' Šaponjić), Doumbia (46' De Sart), Kaya, Coopman, Madu (46' Hamalainen) De Pauw, Leya Iseka        | 76' Walsh                 |

#### Statistieken
| Nr. | Naam                  | Min. |   |   |   |   |   |   |
| --- | --------------------- | ---- | - | - | - | - | - | - |
| 1   | Sammy Bossut          | 0    | 0 | 0 | 0 | 0 | 0 | 0 |
| 2   | Davy De fauw          | 466  | 0 | 0 | 0 | 0 | 1 | 1 |
| 3   | Marvin Baudry         | 354  | 0 | 1 | 1 | 0 | 0 | 1 |
| 4   | Michaël Heylen        | 454  | 1 | 0 | 0 | 0 | 1 | 0 |
| 5   | Yoan Severin          | 0    | 0 | 0 | 0 | 0 | 0 | 0 |
| 6   | Timothy Derijck       | 270  | 0 | 0 | 0 | 0 | 0 | 0 |
| 7   | Aaron Leya Iseka      | 409  | 2 | 0 | 3 | 0 | 0 | 2 |
| 8   | Gertjan De Mets       | 180  | 0 | 0 | 0 | 0 | 0 | 0 |
| 10  | Onur Kaya             | 375  | 1 | 1 | 0 | 0 | 1 | 3 |
| 11  | Nill De Pauw          | 351  | 1 | 0 | 0 | 0 | 1 | 4 |
| 14  | Sandy Walsh           | 338  | 0 | 0 | 1 | 0 | 0 | 2 |
| 15  | Kingsley Madu         | 68   | 0 | 0 | 0 | 1 | 0 | 1 |
| 16  | Ben Reichert          | 0    | 0 | 0 | 0 | 0 | 0 | 0 |
| 17  | Aliko Bala            | 0    | 0 | 0 | 0 | 0 | 0 | 0 |
| 19  | Fredrik Oldrup Jensen | 0    | 0 | 0 | 0 | 0 | 0 | 0 |
| 20  | Idrissa Doumbia       | 319  | 0 | 0 | 0 | 0 | 1 | 2 |
| 23  | Julien De Sart        | 358  | 0 | 0 | 0 | 0 | 2 | 0 |
| 24  | Nicola Leali          | 180  | 0 | 0 | 0 | 0 | 0 | 0 |
| 25  | Louis Bostyn          | 360  | 0 | 0 | 0 | 0 | 0 | 0 |
| 29  | Alessandro Cordaro    | 11   | 0 | 0 | 0 | 0 | 1 | 0 |
| 30  | Grigoris Kastanos     | 108  | 0 | 0 | 0 | 0 | 1 | 2 |
| 31  | Brian Hamalainen      | 467  | 1 | 1 | 0 | 0 | 2 | 0 |
| 33  | Ivan Šaponjić         | 25   | 0 | 0 | 0 | 0 | 5 | 0 |
| 43  | Sander Coopman        | 465  | 0 | 2 | 0 | 0 | 1 | 0 |
| 95  | Andy Faustin          | 0    | 0 | 0 | 0 | 0 | 0 | 0 |
| 99  | Peter Olayinka        | 314  | 0 | 0 | 0 | 0 | 1 | 0 |

#### Groepsfase Europa League
| Groep K | Groep K       | Groep K | Groep K | Groep K | Groep K | Groep K | Groep K | Groep K | Groep K |
|         |               | P       | W       | G       | V       | +       | -       | DS      | Ptn     |
| ------- | ------------- | ------- | ------- | ------- | ------- | ------- | ------- | ------- | ------- |
| 1.      | SS Lazio      | 6       | 4       | 1       | 1       | 12      | 7       | +5      | 13      |
| 2.      | OGC Nice      | 6       | 3       | 0       | 3       | 12      | 7       | +5      | 9       |
| 3.      | Zulte Waregem | 6       | 2       | 1       | 3       | 8       | 13      | -5      | 7       |
| 4.      | SBV Vitesse   | 6       | 1       | 2       | 3       | 5       | 10      | −5      | 5       |

### Supercup
| Supercup                                                                        |                      |             |               | |                          |
| Wedstrijddetails                                                                | Thuisploeg           | Uitslag     | Uitploeg      | Opstelling | Kaarten                  |
| 23 juli 2017 20:30 Constant Vanden Stockstadion Anderlecht Sébastien Delferière | RSC Anderlecht       | 2-1         | Zulte Waregem | Bostyn De fauw, Derijck, Heylen, Hamalainen De Sart, Coopman (66' Doumbia) Olayinka, De Pauw (79' Leya Iseka), Kaya Šaponjić | 23' Derijck 35' Olayinka |
| 23 juli 2017 20:30 Constant Vanden Stockstadion Anderlecht Sébastien Delferière | Hanni 46' Trebel 59' | 0-1 1-1 2-1 | 3' De fauw    | Bostyn De fauw, Derijck, Heylen, Hamalainen De Sart, Coopman (66' Doumbia) Olayinka, De Pauw (79' Leya Iseka), Kaya Šaponjić | 23' Derijck 35' Olayinka |

### Vriendschappelijk
| Voorbereiding                                                 |                                                                                           |                                 |                                                                  |                                                                                                   | |
| Wedstrijddetails                                              | Thuisploeg                                                                                | Uitslag                         | Uitploeg                                                         | Opstelling eerste helft                                                                           | Opstelling tweede helft |
| 27 juni 2017 19:00 Forestiersstadion Harelbeke                | Racing Club Harelbeke                                                                     | 0-3                             | Zulte Waregem                                                    | Bostyn De fauw, Heylen, Deroover, Madu Ndenge, De Sart Barry, Brym, Kaya Olayinka                 | Bostyn Walsh, Derijck, Severin, Madu De Mets, Reichert Cordaro, De Pauw, Bala Leya Iseka |
| 27 juni 2017 19:00 Forestiersstadion Harelbeke                |                                                                                           | 0-1 0-2 0-3                     | 15' Olayinka 23' De Sart 87' Bala                                | Bostyn De fauw, Heylen, Deroover, Madu Ndenge, De Sart Barry, Brym, Kaya Olayinka                 | Bostyn Walsh, Derijck, Severin, Madu De Mets, Reichert Cordaro, De Pauw, Bala Leya Iseka |
| 1 juli 2017 19:15 Sparta Petegem stadion Petegem-aan-de-Leie  | Sparta Petegem                                                                            | 2-5                             | Zulte Waregem                                                    | Bossut Walsh, Derijck, Severin, Hamalainen Ndenge, Reichert De Pauw, Mühren, Kaya Leya Iseka      | Bostyn De fauw, Heylen, Deroover, Madu Ndenge (70' Himpe), De Sart Cordaro, Brym, Bala Olayinka |
| 1 juli 2017 19:15 Sparta Petegem stadion Petegem-aan-de-Leie  | Basyn 17' Joye 38'                                                                        | 0-1 1-1 2-1 2-2 2-3 2-4 2-5     | 2' De Pauw 43' Ndenge 54' Ndenge 59' Olayinka (pen) 82' Olayinka | Bossut Walsh, Derijck, Severin, Hamalainen Ndenge, Reichert De Pauw, Mühren, Kaya Leya Iseka      | Bostyn De fauw, Heylen, Deroover, Madu Ndenge (70' Himpe), De Sart Cordaro, Brym, Bala Olayinka |
| 8 juli 2017 19:00 Sparta Petegem stadion Petegem-aan-de-Leie  | Zulte Waregem                                                                             | 7-1                             | KSV Roeselare                                                    | Bossut De fauw, Derijck, Heylen, Madu De Sart, Coopman De Pauw, Kaya, Olayinka Šaponjić           | Bostyn De fauw (62' Walsh), Derijck (73' Deroover), Heylen (62' Severin), Madu (83' Brym) De Sart (73' Himpe), Coopman (62' Reichert) De Pauw (62' Cordaro), Kaya (62' Mühren), Olayinka (62' Bala) Leya Iseka |
| 8 juli 2017 19:00 Sparta Petegem stadion Petegem-aan-de-Leie  | Olayinka 13' Olayinka 23' Šaponjić 33' Šaponjić 44' Olayinka 51' Walsh 70' Leya Iseka 85' | 1-0 2-0 3-0 4-0 5-0 5-1 6-1 7-1 | 55' Bochet                                                       | Bossut De fauw, Derijck, Heylen, Madu De Sart, Coopman De Pauw, Kaya, Olayinka Šaponjić           | Bostyn De fauw (62' Walsh), Derijck (73' Deroover), Heylen (62' Severin), Madu (83' Brym) De Sart (73' Himpe), Coopman (62' Reichert) De Pauw (62' Cordaro), Kaya (62' Mühren), Olayinka (62' Bala) Leya Iseka |
| 11 juli 2017 19:00 KFC Pulderbos stadion Pulderbos            | Lierse SK                                                                                 | 0-2                             | Zulte Waregem                                                    | Bostyn Walsh, Derijck, Severin, Hamalainen Reichert, Coopman Cordaro, Mühren, Olayinka Leya Iseka | Steppe Walsh (61' De fauw), Heylen, Severin (75' Deroover, Hamalainen (61' Madu) Reichert (61' Himpe), Kaya Cordaro (61' De Pauw), Mühren (61' De Sart), Leya Iseka (75' Brym) Šaponjić                        |
| 11 juli 2017 19:00 KFC Pulderbos stadion Pulderbos            |                                                                                           | 0-1 0-2                         | 7' Walsh 60' Walsh                                               | Bostyn Walsh, Derijck, Severin, Hamalainen Reichert, Coopman Cordaro, Mühren, Olayinka Leya Iseka | Steppe Walsh (61' De fauw), Heylen, Severin (75' Deroover, Hamalainen (61' Madu) Reichert (61' Himpe), Kaya Cordaro (61' De Pauw), Mühren (61' De Sart), Leya Iseka (75' Brym) Šaponjić                        |
| 15 juli 2017 19:00 Sparta Petegem stadion Petegem-aan-de-Leie | Zulte Waregem                                                                             | 0-1                             | Waasland-Beveren                                                 | Bostyn De fauw, Derijck, Heylen, Hamalainen De Sart, Coopman De Pauw, Kaya, Olayinka Šaponjić     | Bostyn Walsh, Derijck, Heylen, Hamalainen De Sart, Reichert Cordaro, Coopman, Olayinka Leya Iseka |
| 15 juli 2017 19:00 Sparta Petegem stadion Petegem-aan-de-Leie |                                                                                           | 0-1                             | 38' Gano                                                         | Bostyn De fauw, Derijck, Heylen, Hamalainen De Sart, Coopman De Pauw, Kaya, Olayinka Šaponjić     | Bostyn Walsh, Derijck, Heylen, Hamalainen De Sart, Reichert Cordaro, Coopman, Olayinka Leya Iseka |
| 18 juli 2017 19:00 Sparta Petegem stadion Petegem-aan-de-Leie | Zulte Waregem                                                                             | 1-3                             | Amiens SC                                                        | Steppe Walsh, Derijck, Heylen, Hamalainen De Sart, Reichert Cordaro, Mühren, Olayinka Šaponjić    | Steppe Walsh, De fauw, Derijck, Severin De Sart (74' Bala), Doumbia De Pauw, Coopman, Kaya Šaponjić (60' Leya Iseka)                                                                                           |
| 18 juli 2017 19:00 Sparta Petegem stadion Petegem-aan-de-Leie | Derijck (pen) 78'                                                                         | 0-1 0-2 0-3 1-3                 | 1' Bourgaud 6' Koita 71' Charrier                                | Steppe Walsh, Derijck, Heylen, Hamalainen De Sart, Reichert Cordaro, Mühren, Olayinka Šaponjić    | Steppe Walsh, De fauw, Derijck, Severin De Sart (74' Bala), Doumbia De Pauw, Coopman, Kaya Šaponjić (60' Leya Iseka)                                                                                           |
| Winterstage                                                   |                                                                                           |                                 |                                                                  |                                                                                                   | |
| 8 januari 2018 16:00 Estadio Municipal Marbella               | Zulte Waregem                                                                             | 2-3                             | Borussia Dortmund                                                | Bossut De fauw, Derijck, Baudry, Hamalainen Marcq, Jensen De Pauw, Coopman, Kaya Harbaoui         | Bostyn Walsh, Heylen, Madu Cordaro, De Sart, De Mets, Doumbia, Olayinka Šaponjić, Leya Iseka |
| 8 januari 2018 16:00 Estadio Municipal Marbella               | Harbaoui 23' Derijck 33'                                                                  | 1-0 1-1 2-1 2-2 2-3             | 29' Piszczek 42' Aubameyang 55' Aubameyang                       | Bossut De fauw, Derijck, Baudry, Hamalainen Marcq, Jensen De Pauw, Coopman, Kaya Harbaoui         | Bostyn Walsh, Heylen, Madu Cordaro, De Sart, De Mets, Doumbia, Olayinka Šaponjić, Leya Iseka |
| Lente                                                         |                                                                                           |                                 |                                                                  |                                                                                                   | |
| 22 maart 2018 15:00 Regenboogstadion Waregem                  | Zulte Waregem                                                                             | 1-2                             | KV Oostende                                                      | Bossut De fauw, Derijck, Heylen, Hamalainen De Pauw, Jensen, De Mets, Bongonda Harbaoui, Olayinka | Bostyn Walsh, Derijck, Madu Cordaro, De Sart, Kaya, De Smet, Coopman Harbaoui, Olayinka |
| 22 maart 2018 15:00 Regenboogstadion Waregem                  | Harbaoui                                                                                  | 0-1 1-1 1-2                     | Bjelica Capon                                                    | Bossut De fauw, Derijck, Heylen, Hamalainen De Pauw, Jensen, De Mets, Bongonda Harbaoui, Olayinka | Bostyn Walsh, Derijck, Madu Cordaro, De Sart, Kaya, De Smet, Coopman Harbaoui, Olayinka |

2012/13 · 2013/14 · 2014/15 · 2015/16 · 2016/17 · 2017/18 · 2018/19· 2019/20